# بازگشت به ناکجاآباد (فیلم ۲۰۰۲)
بازگشت به ناکجاآباد (انگلیسی: Return To Never Land)، همچنین با نام پیتر پن در بازگشت به ناکجاآباد و بعداً با عنوان پیتر پن دو: بازگشت به ناکجاآباد در انتشار ویدیوی خانگی نیز شناخته می‌شود، یک فیلم پویانمایی ماجراجویی فانتزی آمریکایی محصول سال ۲۰۰۲ است که توسط استودیو انیمیشن والت دیزنی ساخته شده‌است؛ دنباله‌ای بر انیمیشن بلند والت دیزنی محصول ۱۹۵۳ پیتر پن (که بر اساس نمایشنامه جیمز بری در سال ۱۹۰۴ به نام پیتر پن یا پسری که بزرگ نمی‌شود، است. داستان دختر وندی را دنبال می‌کند که در طول این مدت داستان مادرش را باور نمی‌کند. در لندن، به اشتباه توسط دزدان دریایی به ناکجا آباد (نورلند) آورده می‌شود و برای اینکه بتواند به خانه برود، پیتر پن، تینکر بل و پسران گمشده را ملاقات می‌کند که او را تشویق به پرواز می‌کنند و به او باور دارند. صداپیشگان این فیلم هریت اوون، بلین ویور، کوری بورتون، جف بنت، کت سوسی، اسپنسر برسلین و بردلی پیرس هستند. این فیلم در ۱۵ فوریه ۲۰۰۲ توسط والت دیزنی پیکچرز اکران شد و ۱۱۵ میلیون دلار در مقابل ۲۰ میلیون دلار فروخت. اجماع انتقادی در مورد راتن تومیتو می‌گوید: «آهنگ‌های فراموش‌نشدنی و داستانی کم‌رنگ» دارد.

## داستان
چندین دهه پس از وقایع فیلم اول، وندی دارلینگ اکنون بزرگ شده‌است، با مردی به نام ادوارد ازدواج کرده و دو فرزند به نام‌های جین و دنی دارد. با شروع جنگ جهانی دوم، ادوارد خانواده خود را برای مبارزه ترک می‌کند و وندی را برای مراقبت از کودکان رها می‌کند. جین به یک دختر بسیار جدی تبدیل می‌شود و برخلاف برادر کوچکترش، از باور داستان‌های پیتر پن و ناکجاآباد (نورلند) امتناع می‌ورزد. این در نهایت منجر به دعوای شدید با مادر و برادرش می‌شود. یک روز عصر، وندی به جین و دنی می‌گوید که به دلیل بمباران شهر توسط آلمان توسط لوفت وافه، همه کودکان لندن به زودی برای امنیت خود به حومه شهر منتقل خواهند شد. بعداً در همان شب، کاپیتان هوک، دشمن اصلی پیتر و خدمه دزدان دریایی او با کشتی طلسم شده از گرد و غبار پیکسی وارد می‌شوند و جین را می‌دزدند و او را با وندی اشتباه گرفته و به ناکجاآباد (نورلند) می‌برند، جایی که قصد دارند جین را به اختاپوس بدهند. برای فریب دادن پیتر به دام اما پیتر جین را نجات می‌دهد و هوک از دست اختاپوس ناراضی فرار می‌کند و به کشتی بازمی‌گردد. پس از اینکه پیتر متوجه می‌شود که جین دختر وندی است، او را به مخفیگاه خود می‌برد تا مادر پسران گمشده مانند زمانی که وندی بود باشد، اما جین قبول نمی‌کند. روز بعد، از آنجایی که پسرها نتوانستند به جین در مورد پرواز آموزش دهند، او با عصبانیت به آن‌ها ضربه می‌زند و عدم اعتقاد خود را به پری‌ها اعلام می‌کند و باعث می‌شود تینکر بل پرواز نکند و نور او شروع به محو شدن می‌کند. این به هوک این ایده را می‌دهد که جین را به سمت خود جذب کند و سپس پیتر را ربود. آن شب، هوک جین را پیدا می‌کند و به او قول می‌دهد که اگر به او کمک کند گنجی را که پیتر و پسران گمشده دزدیده‌اند را پیدا کند، و قول می‌دهد: «به یک موی سر پیتر آسیب نمی‌رساند». هوک به جین سوت می‌دهد تا وقتی جین را پیدا کرد و آنجا را ترک کرد، به او علامت بدهد. جین از پیتر و پسرها می‌خواهد که یک بازی «شکار گنج» را انجام دهند و آن‌ها به جین می‌آموزند که چگونه مانند یک پسر گمشده رفتار کند، به این امید که او به پری‌ها باور کند و جان تینکر بل را نجات دهد. جین گنج را پیدا می‌کند و نظرش تغییر می‌کند و سوت را کنار می‌گذارد. پسرها از او یک «دختر گمشده» می‌سازند، قبل از اینکه توتلز سوت را بیابد و آن را بزند و ناخواسته به دزدان دریایی هشدار دهد، دزدان دریایی پسران را دستگیر می‌کنند و می‌گویند که جین همدست آن‌ها است. جین سعی می‌کند پیتر را متقاعد کند که این یک سوء تفاهم بوده‌است، اما پیتر او را به خاطر فریبش سرزنش می‌کند و نشان می‌دهد که ناباوری او به پری‌ها باعث می‌شود نور تینکر بل محو شود. جین وحشت زده به مخفیگاه می‌دود تا تینکر بل را پیدا کند. جین فکر می‌کند پری برای همیشه مرده‌است، اما با باور جدید جین، تینکر بل دوباره زنده می‌شود. آن‌ها به سمت کشتی می‌روند و هوک را می‌بینند که پیتر را مجبور می‌کند تا روی تخته راه برود. با کمک تینکر بل، جین پرواز را یادمی‌گیرد. همان‌طور که پیتر از لنگر برای غرق کردن کشتی استفاده می‌کند، دزدان دریایی سوار بر یک قایق پارویی توسط اختاپوس تعقیب می‌شوند. پس از خداحافظی با پسرها، پیتر جین را به خانه می‌برد، جایی که او با وندی و دنی آشتی می‌کند. پیتر و تینکر بل دوباره با وندی ملاقات می‌کنند، سپس با بازگشت ادوارد به خانه و جمع شدن دوباره با خانواده‌اش به ناکجاآباد (نورلند) پرواز می‌کنند.

## صدا بازیگران
- هریت اوون در نقش جین، دختر وندی و ادوارد، و خواهر بزرگتر دنی که حاضر نیست داستان‌ها را باور کند، اما پیتر نظرش را تغییر می‌دهد. لیان هیوز به عنوان انیماتور ناظر برای جین خدمت کرد.
- اوون همچنین صداپیشگی وندی جوان را بر عهده داشت.
- بلین ویور در نقش پیتر پن، رهبر پسران گمشده و دوست وندی و جین. پیتر لومرز و اندرو کالینز به عنوان انیماتورهای ناظر پیتر پن خدمت کردند.
- کوری بورتون در نقش کاپیتان هوک، کاپیتان دزدان دریایی. باب باکستر به عنوان انیماتور ناظر برای کاپیتان هوک خدمت کرد.
- بورتون بعداً در سریال تلویزیونی جیک و دزدان دریایی ناکجاآباد (نورلند) به همراه بنت دوباره ایفای نقش کرد.
- جف بنت در نقش آقای اسمی، همراه هوک.
- بنت به همراه بورتون دوباره نقش خود را در سریال تلویزیونی جیک و دزدان دریایی ناکجاآباد (نورلند) بازی کرد.
- کت سوسی در نقش وندی دارلینگ، مادر جین و دنی، خواهر بزرگتر مایکل و جان و همسر ادوارد. رایان اولافلین به عنوان انیماتور ناظر برای وندی دارلینگ خدمت کرد. کاترین بومن که در فیلم اصلی صداپیشگی وندی را بر عهده داشت، همه دیالوگ‌های او را برای دنباله ضبط کرد، اما سوسی جایگزین او شد زیرا صدای بومن کهنه شده بود.[۴]
- اندرو مک دونا در نقش دنیل با نام مستعار دنی، پسر وندی و ادوارد و برادر کوچکتر جین.
- راجر ریس در نقش ادوارد، یک سرباز بازمانده، شوهر وندی و پدر جین و دنی. ریس بعداً به عنوان نمایشنامه‌نویس دیگر پروژه پیتر پن، اقتباس صحنه‌ای از پیتر و ستاره گیر، خدمت کرد.
- پسران گمشده، بهترین دوستان پیتر:
- اسپنسر برسلین در نقش کوبی، پسر گمشده ای در لباس خرس.
- بردلی پیرس در نقش نیبز، پسر گمشده ای در لباس خرگوش.
- کوین بسویک در نقش اسلایتی، پسری گمشده در لباس روباه.
- آرون اسپن در نقش دوقلوها، پسران گمشده در لباس‌های راکون.
- توتلز، پسری لال گمشده در لباس اسکنک.
- فرانک ولکر در نقش اختاپوس.